# تايمز كولونيست
تايمز كولونيست (بالإنجليزية: Times Colonist)‏ صحيفة يومية باللغة الإنجليزية في فيكتوريا بكولومبيا البريطانية بكندا. ظهرت عام 1980 وكانت نتيجة دمج كل من فيكتوريا دايلي تايمز، التي تأسست في عام 1884، وبيرتيش كولونيست، والتي أصبحت فيما بعد دايلي كولونيست، التي أسسها أمور دي كوزموس عام 1858. وكان دي كوزموس المحرر لها حتى عام 1866 حتى تولى دى دبليو. هيجنز المهمة خلال العشرين سنة اللاحقة.